# Witonia
Witonia (deutsch Witonia, 1943–1945 Weitenland) ist ein Dorf und Sitz der gleichnamigen Gemeinde im Powiat Łęczycki der Woiwodschaft Łódź, Polen.

## Gemeinde
Zur Landgemeinde Witonia gehören 15 Ortsteile mit einem Schulzenamt:
| Anusin Budki Stare Gajew Gledzianów Gledzianówek | Gołocice Kuchary Nędzerzew Oraczew Romartów | Rybitwy Szamów Wargawka Węglewice Witonia |

Weitere Ortschaften der Gemeinde sind:
| Gozdków Józefów Józinki Kostusin Krokorczyce | Michały Olesice Przyłogi Rudniki Stara Wargawa | Uwielinek Uwielinek-Folwark Wargawka Młoda Węglewice-Kolonia |